# Christian Homann Schweigaard
Christian Homann Schweigaard (Christiania, 14 de octubre de 1838 – Ibidem, 24 de marzo de 1899) fue un político noruego, militante del Høyre. Fue Primer ministro de Noruega entre abril y junio de 1884, luego del proceso de destitución que llevó a la destitución de su predecesor, Christian August Selmer, y cuyo gobierno pasó a llamarse Ministerio de Schweigaard. Ocupó numerosas ocupaciones clave, como presidente del Høyre entre 1889 y 1891 y entre 1893 y 1896, y presidente del Storting entre 1889 y 1891 y entre 1894 y 1895. Fue socio indispensable del político Emil Stang, liderando el desarrollo político y organizativo entre las décadas de 1880 y 1890.

## Primeros años
Schweigaard nació en Christiania (actual Oslo). Fue hijo del político Anton Martin Schweigaard y de Caroline Magnine Homan. Realizó sus exámenes finales en 1855, y estudió derecho, donde realizó cursos durante un año en Londres y París, titulándose de abogado en 1863.

## Carrera política
En 1864, compadeció como abogado ante la Corte Suprema de Noruega. Ejerció como diputado del Storting entre 1886 y 1897. En 1873 fue miembro de la Comisión Real sobre la ampliación de Christiania, y en 1877 fue miembro de la Comisión Parlamentaria de Impuestos. Schweigaard ejerció como Ministro de la Auditoría entre 1880 y 1882, y durante ese período también fue Ministro de Justicia entre septiembre y octubre de 1881. Entre septiembre de 1882 y agosto de 1883 fue miembro del Consejo de División Estatal en Estocolmo. Fue Ministro de Finanzas entre septiembre de 1883 y abril de 1884.
Tras el proceso de destitución contra Selmer, Emil Stang estuvo a cargo de formar un nuevo gobierno, pero la bancada parlamentaria del Høyre no pudo prescindir de las capacidades parlamentarias de Stang, y por lo tanto, la labor quedó en manos de Schweigaard para el liderazgo del Ministerio de Abril, también conocido como el Ministerio de Schweigaard. El 3 de abril de 1884, Schweigaard asumió como Primer ministro de Noruega y como Jefe del Departamento de Auditoría. Sin embargo, tuvo que renunciar el 31 de mayo de ese año (y cuya entrega de mando fue realizada el 26 de junio), debido al temor de un proceso de destitución en su contra, divisiones dentro del Høyre, y rechazo de su gobierno por parte de la población sueca, incluyendo la del rey Óscar II de Suecia.
Schweigaard fgue diputado por Holmestrand entre 1886 y 1897. Fue presidente del Storting en dos períodos: 1889-1891 y 1895-1895. También fue miembro del Consejo Ciudadano de Christiania en los períodos 1873-1880 y 1885-1894, y fue alcalde de esta en los períodos 1879-1880 y 1885-1888. Fue presidente del Høyre en los períodos 1889-1891 y 1893-1896.

## Vida privada
Schweigaard contrajo matrimonio en 1867 con Thea Meyer (1846-1922). En 1880, fue nombrado Caballero de la Orden de San Olaf 1° clase, y en 1890 recibió la Orden de la Estrella Polar. Schweigaard falleció a mediados de 1899, siendo enterrado en el cementerio Vår Frelsers en Oslo.